# Philipp Sauerland
Philipp Sauerland (ur. 1677, zm. ok. 1760) – malarz tworzący w pierwszej połowie XVIII wieku w Gdańsku i Wrocławiu. Malował przede wszystkim martwe natury, przedstawienia zwierząt i portrety.

## Życiorys
Pochodził z rodziny malarzy. Jego dziadek Lorenz oraz ojciec Philipp byli malarzami zwierząt i członkami cechu malarzy w Gdańsku. Philipp mł. mógł uczyć się malarstwa w warsztacie swego ojca, do cechu malarzy jednak nie wstąpił. Wiadomo, że podróżował do Berlina. Najpóźniej w roku 1716 opuścił rodzinny Gdańsk i przeniósł się do Wrocławia, gdzie starał się o uzyskanie serwitoratu cesarskiego. Sauerland stosunkowo często sygnował swoje prace jako P./Phil. Saurland/Sauerland, gdy już uzyskał godność malarza nadwornego miał na jednej z prac, poza nazwiskiem odnotować: “Von Danzig, Kaiser – Hof – Mahler im Breslau”, co oznacza, że czuł się artystą związanym z miastem rodzinnym, pracował we Wrocławiu i cieszył się tytułem malarza nadwornego.

## Twórczość
Prace Philippa Sauerlanda mł. cieszyły się zainteresowaniem w XVIII i XIX wieku. Jego martwe natury znajdowały się w znaczących kolekcjach prywatnych w Gdańsku, Wrocławiu czy Wiedniu.
Jeszcze za życia artysty pisał o Sauerlandzie Christian Ludwig von Hagedorn, podając podstawowe informacje na temat jego życia i tematyki jego dzieł, chwaląc jednocześnie talent tego artysty. Wszyscy późniejsi badacze podawali kilka ważniejszych dat z jego życia i zgodnie uważali, że był on malarzem zwierząt, owoców, kwiatów oraz portretów. W wieku XX Sauerland stał się artystą zapomnianym. Pierwszy monograficzny artykuł o malarzu opublikował Piotr Oszczanowski. Od tego czasu na rynku sztuki pojawiły się kolejne jego dzieła kupowane zarówno do zbiorów publicznych, jak i do kolekcji prywatnych.
Przeważającą część dorobku Sauerlanda stanowią martwe natury. Był to wówczas gatunek malarstwa popularny w Holandii i Flandrii, a w Europie Środkowo-Wschodniej uprawiany przez nielicznych.

## Wybrane prace
- Martwa natura z zającem, 1714, Kunsthalle Hamburg
- Portret pastora P. Baystrupa, 1714, Muzeum Narodowe w Gdańsku
- Głuszec, srebrny bażant i drobne ptactwo, Drammens Museum
- Martwa natura z globusem, 1744, Schlesisches Museum Görlitz
- Jeż, kapusta i jabłka, 1736, sprzedana w 1998 przez Christie’s w Amsterdamie
- Martwa natura z muszlami i motylami, sprzedana w 2004 przez Christie’s w Nowym Jorku

W roku 2015 Muzeum Narodowe w Gdańsku zakupiło obraz Sauerlanda Martwa natura wanitatywna z 1709 roku.